# Ikerasak (Maniitsoq)
Ikerasak [iˈkɜʁasak] (nach alter Rechtschreibung Ikerasak) ist eine wüst gefallene grönländische Siedlung im Distrikt Maniitsoq in der Qeqqata Kommunia.

## Lage
Ikerasak liegt am Ende der Halbinsel Qaarsup Nunaa an einem schmalen namensgebenden Sund zwischen den Fjorden Kangia und Alanngua. Die nächstgelegene Siedlung ist Napasoq 17 km südlich.

## Geschichte
Bis etwa 1900 wurde rund zweieinhalb Kilometer östlich von Ikerasak der Sommerjagdplatz Qaarsoq (Ukiivik) genutzt und auch der Udstedsverwalter von Napasoq wohnte im Sommer dort. Als die Jagdbeute geringer wurde, wurde er außer Gebrauch genommen und es blieben nur Ruinen.
Ikerasak wurde um 1910 von Napasoq aus bevölkert. Ab 1911 gehörte Ikerasak zur Gemeinde Napasoq.
1918 lebten 38 Menschen in Ikerasak. Einige der Bewohner hatten wie in Napasoq blondes Haar und blaue Augen und mussten damit mehrheitlich europäischer Abstammung sein. Die Bewohner, unter denen fünf Jäger und zwei Fischer waren, lebten hauptsächlich von der Robbenjagd und etwas weniger von der Fuchsjagd. Außerdem wurden Fische gefangen und getrocknet. Die Grönländer lebten in vier Häusern. Ein Leser unterrichtete im Ort.
1939 wurde eine Schulkapelle errichtet. Etwas später wurde ein vergleichsweise großes Fischhaus gebaut, allerdings war der Ertrag mit 10,5 t Fisch pro Fischer im Jahr 1952 auch ausgesprochen hoch, es gab allerdings nur fünf Fischer im Ort. Bis 1945 lag die Einwohnerzahl bei etwa 60 Personen. Ab 1950 gehörte Ikerasak zur neuen Gemeinde Maniitsoq. 1950 lebten nur noch 32 Menschen in Ikerasak und 1952 wurde der Wohnplatz aufgegeben.